# Діонісій III Константинопольський
Патріарх Діонісій III (Вардаліс) (грец. Πατριάρχης Διονύσιος Γ΄ Βαρδαλής ή Παρδαλίς ; близько 1615, Андрос, Південні Егейські острови — 14 жовтня 1696, Велика Лавра, Афон, Османська імперія) — патріарх Константинопольський (1662—1665); після чого був митрополитом Фессалонікійським (1666—1671).

## Біографія

### Раннє життя
Імовірно народився на острові Андрос, точна дата народження невідома. У деяких джерелах згадується його прізвище Вардаліс. У 1652—1662 роках був митрополитом Ларисським, а з 1659, як проедра, керував також Прусською митрополією, причому його безпосередній попередник на прусській кафедрі, колишній Константинопольський патріарх Гавриїл II, був повішений турками.

### Історичний фон
Константинопольський патріархат у XVII столітті переживав час безперервних смут, спровокованих зовнішніми причинами. Патріархи політично перебували в повній залежності від османських султанів та їхніх великих візирів, які на свій розсуд затверджували чи не затверджували їх кандидатури, зміщували патріархів, відправляли їх на заслання та повертали, іноді неодноразово. Ці кадрові перестановки були відображенням більш загальної дипломатичної гри, яку Туреччина вела з європейськими країнами, у тому числі з Московією, кожна з яких мала свої амбіції щодо константинопольських християн.

### Патріаршество
У 1662 році був обраний патріархом Константинопольським замість скинутого Парфенія IV. Діонісій дотримувався промосковської політичної орієнтації. У 1665 був зміщений з кафедри, і замінений знову Парфенієм, що викликало заперечення в Москві. У Туреччину було відправлено посольство на чолі з думним дворянином Афанасієм Нестеровим, причому цар Олексій Михайлович, з одного боку, послав патріарху Парфенію подарунок — собалині хутра на вельми значну в той час суму в 300 рублів, але, з іншого боку, забезпечив посла секретної, в якій Нестерову було доручено просити господаря молдавського Ілляша Александру, щоб він сприяв поваленню Парфенія і зведенню на престол колишнього патріарха Діонісія, «друга патріархів Паїсія Александрійського та Макарія Антіохійського».
Це прохання царя увінчалося, у разі, частковим успіхом. Діонісій III ніколи більше не повертався на патріарший престол, тоді як Парфеній, хоча в 1667 і був зміщений, проте, надалі повертався ще тричі. З іншого боку, молдавський господар Ілляш Александру в наступному, 1668 році, був зміщений зі своєї посади, можливо через свої промосковські симпатії, і вирушив до Константинополя, де й помер.
Діонісій так і не став патріархом знову, але натомість став митрополитом Фессалонікійським. У 1669 році він здійснив паломництво до Єрусалиму, а потім оселився на Афоні, де відреставрував так звану Велику Лавру, і де помер 14 жовтня 1696 року.